# Kherli
Kherli è una suddivisione dell'India, classificata come municipality, di 15.494 abitanti, situata nel distretto di Alwar, nello stato federato del Rajasthan. In base al numero di abitanti la città rientra nella classe IV (da 10.000 a 19.999 persone).

## Geografia fisica
La città è situata a 27° 13' 02 N e 77° 01' 54 E.

## Società

### Evoluzione demografica
Al censimento del 2001 la popolazione di Kherli assommava a 15.494 persone, delle quali 8.301 maschi e 7.193 femmine. I bambini di età inferiore o uguale ai sei anni assommavano a 2.190, dei quali 1.200 maschi e 990 femmine. Infine, coloro che erano in grado di saper almeno leggere e scrivere erano 11.366, dei quali 6.699 maschi e 4.667 femmine.